# Legislatura Maine
Legislatura Maine (Maine Legislature) - główny organ władzy ustawodawczej na szczeblu stanowym w amerykańskim stanie Maine. Powstała w 1820, z chwilą uzyskania przez Maine statusu odrębnego stanu. Od 1832 zbiera się w gmachu Maine State House (potocznie nazywanym stanowym Kapitolem w stolicy stanu, Auguście.
Legislatura składa się z dwóch izb: liczącej 151 członków Izby Reprezentantów (izba niższa) oraz 35-osobowego Senatu (izba wyższa). Kadencja obu izb trwa dwa lata, a ich członkowie są wybierani z zastosowaniem ordynacji większościowej w jednomandatowych okręgach wyborczych. W Izbie Reprezentantów dwa dodatkowe miejsca zarezerwowane są dla przedstawicieli zamieszkujących stan plemion indiańskich, nie mogą oni jednak brać udziału w głosowaniach.
Legislatura jest głównym organem stanowiącym prawo stanowe. Przyjmowane przez nią akty mogą być przedmiotem weta gubernatora, które jednak może być odrzucone, jeśli obie izby ponownie uchwalą kwestionowaną ustawę większością 2/3 głosów. W taki sam sposób mogą zostać uchwalone zmiany w konstytucji stanu, jednak dla swej ważności wymagają one zatwierdzenia w referendum przez obywateli.